# Aloe ambositrae
Aloe ambositrae är en grästrädsväxtart som beskrevs av J.-p. Castillon. Aloe ambositrae ingår i släktet Aloe och familjen grästrädsväxter.
Artens utbredningsområde är Madagaskar. Inga underarter finns listade i Catalogue of Life.